# Глинисті мінерали

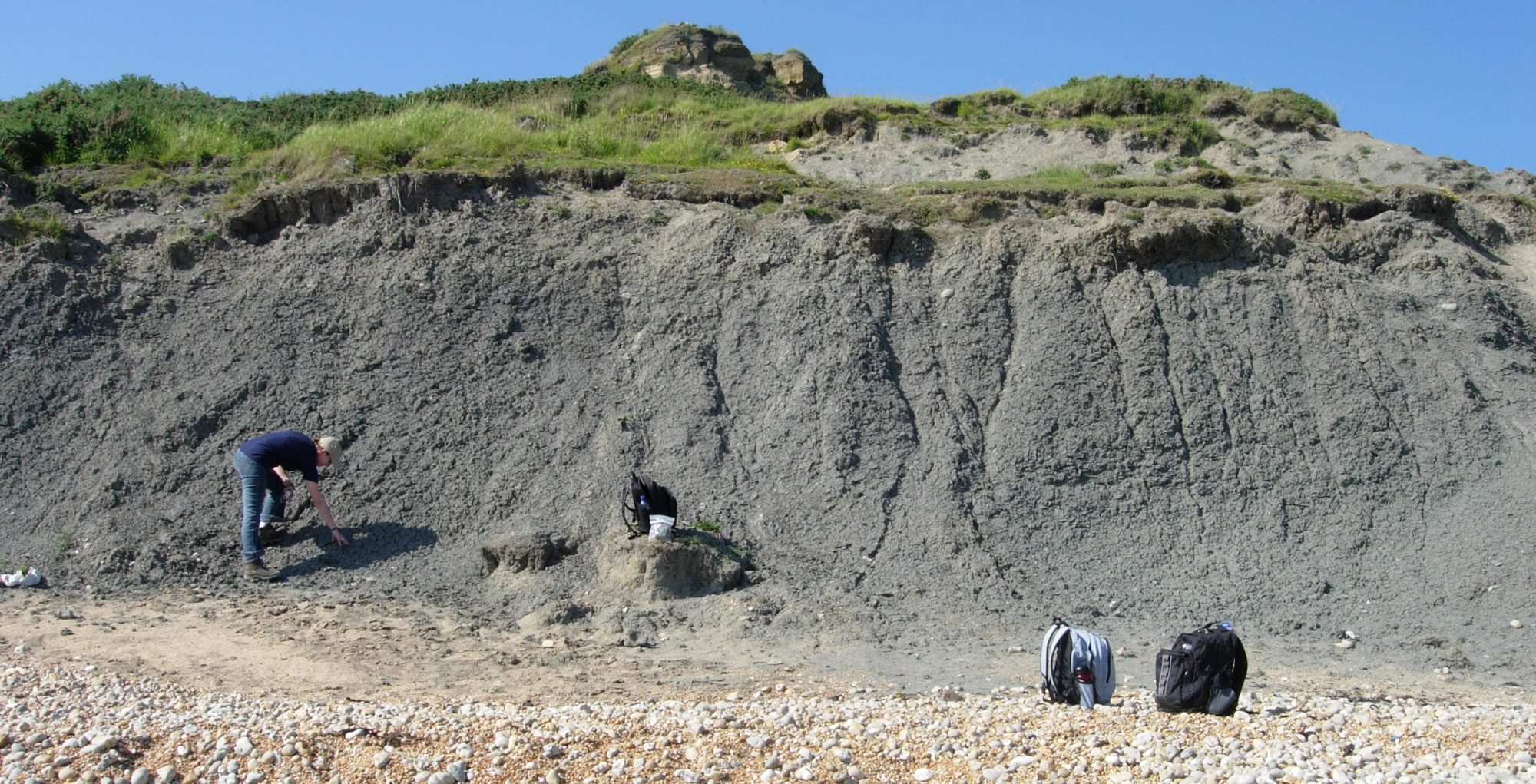
Глинисті мінерали. Юра. Веймут. Англія.

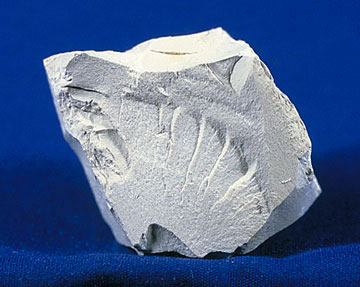
Глинисті мінерали. Каолін.

Гли́нисті мінера́ли (рос. глинистые минералы, англ. clay minerals,  argillaceous minerals, нім. Tonminerale) — група мінералів, головним чином шаруватих силікатів, що входять до складу глин як основна їх складова.

## Загальний опис
Гли́нисті мінера́ли — силікатні мінерали, які входять до складу основної маси глин (фракція менше 0,01 мм). Характеризуються шаруватою будовою. За структурою глинисті мінерали розрізняють:
- а) з двошаровими пакетами (каолініт, галуазит та ін.),
- б) з тришаровими пакетами (гідрослюда, монтморилоніт та ін.),
- в) змішаношаруваті — чергування тришарових пакетів типу тальку — пірофіліту з одношаровим пакетом типу бруситу — гідраргіліту (хлорити (мінерали) та ін.).

Головні глинисті мінерали: каолініт, монтморилоніт, галуазит, серпентин, гідрослюди, хлорити (мінерали), палигорськіт, сепіоліти.